# Zerdana anchonioides
Zerdana es un género de fanerógamas perteneciente a la familia Brassicaceae. Comprende una sola especie: Zerdana anchonioides que es originaria de Irán. Suelen crecer en zonas montañosas a una altitud entre los 3.000 y 4.000 metros sobre el nivel del mar.

## Taxonomía
Zerdana anchonioides fue descrita por  Pierre Edmond Boissier y publicado en Ann. Sci. Nat., Bot. sér. 2, 17: 84. 1842
Etimología
El nombre genérico ha sido tomado de Zard Kuh (Montaña Amarilla) en Zagros, oeste de Irán.